# Bundesstraße 92
Pour les articles homonymes, voir B92 (homonymie) et Route 92.
La Bundesstraße 92 (abrégé en B 92) est une Bundesstraße reliant Gera à Bad Brambach.

## Localités traversées
- Gera
- Weida
- Greiz
- Elsterberg
- Plauen
- Oelsnitz/Vogtl.
- Adorf/Vogtl.
- Bad Brambach
- Schönberg am Kapellenberg (de)